# Vicki Täubig
Vicki Täubig (* 1977) ist eine deutsche Erziehungswissenschaftlerin.

## Leben
Von 1996 bis 2003 studierte sie Erziehungswissenschaften/Sozialpädagogik an der TU Dresden (Dipl.-Päd.). Nach der Promotion 2007 am Fachbereich I Erziehungs- und Sozialwissenschaften der Universität Hildesheim (Dr. phil.) ist sie seit 2020 Universitätsprofessorin für Erziehungswissenschaft mit dem Schwerpunkt Außerschulische Bildung und Sozialisation am Institut für Allgemeine Pädagogik und Sozialpädagogik an der Philosophischen Fakultät der Universität Rostock.
Ihre Forschungsschwerpunkte sind Kinder- und Jugendhilfe, insbesondere Hilfen zur Erziehung, Kooperation von Jugendhilfe und Schule, Ganztagsschule, Jugendforschung, Migrations- und Flüchtlingsforschung, Flüchtlingssozialarbeit und erziehungswissenschaftliche Essensforschung.

## Schriften (Auswahl)
- Totale Institution Asyl. Empirische Befunde zu alltäglichen Lebensführungen in der organisierten Desintegration. München 2009, ISBN 978-3-7799-1793-9.
- mit Monika Stürzer, Mirjam Uchronski und Kirsten Bruhns: Schulische und außerschulische Bildungssituation von Jugendlichen mit Migrationshintergrund. Jugend-Migrationsreport. Ein Daten- und Forschungsüberblick. München 2012.
- mit Silvia Mann, Sabine Meier und Hildegard Schröteler-von Brandt: Integration von Geflüchteten im Rahmen inklusiver Quartiersentwicklung: Zusammenwirken von Hauptamt, Ehrenamt und Geflüchteten in ländlichen Räumen. Zentrale Ergebnisse des Forschungsprojektes. Siegen 2018.
- mit Helena Kliche: SchulBildung in den Hilfen zur Erziehung. Einblicke in den Alltag von Heimerziehung und Sozialpädagogischer Familienhilfe. Düsseldorf 2019.